# Clermont-Soubiran
Clermont-Soubiran é uma comuna francesa na região administrativa da Nova Aquitânia, no departamento Lot-et-Garonne. Estende-se por uma área de 10,38 km². Em 2010 a comuna tinha 396 habitantes (densidade: 38,2 hab./km²).